# Hohenberg-Krusemark
Hohenberg-Krusemark település Németországban, azon belül Szász-Anhalt tartományban. Lakosainak száma 1177 fő (2023. december 31.).

## Népesség
A település népességének változása:
| Lakosok száma | 1226 | 1218 | 1194 | 1196 | 1177 |
|               | 2017 | 2019 | 2021 | 2022 | 2023 |